# Serie 141-2001 a 2052 de Renfe
La serie 141-2001 a 2052 de RENFE fue un conjunto de locomotoras de vapor procedentes de las antiguas 4501-4555 de la Compañía de los Caminos de Hierro del Norte de España. Dos unidades fueron destruidas en la guerra civil española. La 4509, que tuvo una avería en la caldera, fue desguazada antes de ser renumerada por RENFE. 
En diciembre de 1942, había 41 en servicio en los depósitos de León, Monforte de Lemos, Zaragoza-Arrabal, Valencia-Término, y Tarragona. En 1954 había en servicio 18 máquinas en Vigo, 17 en Valencia-Término, 11 en Tarragona y 5 en Oviedo. Para 1962 toda la serie estaba agrupada en los depósitos de Valencia-Término, Sevilla, Vigo y Zaragoza-Arrabal.
Eran popularmente conocidas como "Mikado".
Los desguaces se iniciaron en 1964. La 141-2001 fue preservada por el Museo Nacional Ferroviario de Madrid-Delicias, si bien en la actualidad se encuentra situada en la antigua estación de Cabra, perteneciente a la línea Linares-Puente Genil.